# Josef Šik
Josef Šik (8. ledna 1929 Chrlice – 15. září 2017 Brno) byl český římskokatolický kněz a kaplan ve farnosti sv. Tomáše v Brně.
I když svá studia začal na bohosloveckém učilišti v Brně, kvůli jeho zrušení komunisty v roce 1950 je nedokončil a byl nucen nastoupit do PTP. Studia ukončil tajně a byl vysvěcen v roce 1968 biskupem Felixem Maria Davídkem. Dne 25. srpna 1992 byl podmínečně (sub conditione) vysvěcen na kněze brněnským biskupem Vojtěchem Cikrlem a k 1. září 1992 ustanoven farním vikářem (kaplanem) farnosti u sv. Tomáše v Brně. Ke dni 1. ledna 2008 byl ustanoven spirituálem zasvěcených panen v brněnské diecézi. Dne 5. dubna 2000 obdržel čestný titul kaplan jeho svatosti.